# Anna Casanovas
Anna Turró Casanovas (n. 1975 en Calella, Barcelona, Cataluña, España), es una escritora y traductora española de novela romántica desde 2008, que firma sus novelas como Anna Casanovas y bajo el seudónimo de Emma Cadwell sus novelas con elementos paranormales. Fue miembro fundadora de la Asociación de Autoras Románticas de España (ADARDE). Ha recibido el premio "Letras del Mediterráneo" de la Diputación de Castellón.

## Biografía
Anna Turró Casanovas nació en 1975 en Calella, Barcelona, Cataluña, España. Es la mayor de seis hermanos; cuatro chicas y dos chicos. Se graduó en Derecho y trabajó en una entidad financiera.

### Como Anna Casanovas

#### Los Martí (2022)
1. Nadie como tú (Reedición 2022)
2. A fuego lento (Reedición 2022)
3. Dulce locura (Reedición 2022)
4. Hotel California (Reedición 2022)
5. No hay manera (2022)

#### La familia Martí
1. Nadie como tú (2008)
2. A fuego lento (2009)
3. Dulce locura (2010)
4. Hotel California (2012)

#### La Hermandad del Halcón
1. Todo por tu amor (2010)
2. Te di mi alma (2011)
3. Perdido (2012)

#### Nualart
1. Doce años y un instante (2013)
2. Saltar al vacío (2014)

#### Malditos bastardos
1. Sin miedo a nada (2013)

#### Las reglas del juego
1. Las reglas del juego (2014)
2. Cuando no se olvida (2014)
3. Donde empieza todo (2014)
4. Fuera de juego (2015)

#### Vanderbilt Avenue[4]
1. Vanderbilt Avenue (2015)
2. El universo en tus ojos (2016)
3. Si todo desapareciera (2016)

### Como Emma Cadwell

#### Los Guardianes de Alejandría
1. Plenilunio (2010)
2. Oscuridad (2011)
3. Infierno (2012)